# Aldo Beretta
Aldo Beretta (Vercelli, 12 settembre 1920 – ...) è stato un calciatore italiano, di ruolo difensore.

## Carriera
Debutta in Serie B nel 1937-1938 con la Pro Vercelli, disputando quattro stagioni tra i cadetti per un totale di 68 presenze.